# Pithecellobium keyense
Pithecellobium keyense är en ärtväxtart som beskrevs av William Chambers Coker. Pithecellobium keyense ingår i släktet Pithecellobium och familjen ärtväxter. Inga underarter finns listade i Catalogue of Life.
Pithecellobium keyense är utformad som ett litet träd eller som buske.
Arten förekommer i södra Florida, på Florida Keys, Bahamas, öar framför Kubas nordöstra kust, Yucatánhalvön (Mexiko), Belize och tillhörande öar. Marken består vanligen av lera eller sand. Växten kan tillfällig uthärda salt som tillförs med vågor från havet. Den hittas i buskskogar och på kullar med barrväxter.
Artens frön används som svarta "pärlor" för smycken. Andra delar av växten används i den traditionella medicinen mot blödningar. På Bahamas finns därför en te av växten.
I södra Florida och på Yucatánhalvön hotas beståndet av landskapsförändringar. I andra regioner är Pithecellobium keyense vanlig och populationen bedöms som stabil. IUCN listar arten som livskraftig (LC).